# Eclissi solare del 9 settembre 1904
L'eclissi solare del 9 settembre 1904, di tipo totale, è un evento astronomico che ha avuto luogo il suddetto giorno attorno alle ore 20:44 UTC. La durata della fase massima dell'eclissi è stata di 6 minuti e 20 secondi e l'ombra lunare sulla superficie terrestre raggiunse una larghezza di 234 km. Il punto di massima totalità è avvenuto in mare, lontano da qualsiasi terra emersa.
L'eclissi del 9 settembre 1904 è stata la seconda eclissi solare nel 1904 e la nona nel XX secolo. La precedente eclissi solare avvenne il 17 marzo 1904, la seguente il 6 marzo 1905.
L'eclissi solare totale è passata attraverso la Nuova Guinea tedesca e il Cile, mentre l'eclissi solare parziale ha coperto la maggior parte delle parti centrali e occidentali del Sud America e del Pacifico.

## Percorso e visibilità
L'evento si è manifestato all'alba locale del 10 settembre sulla superficie dell'oceano, circa 270 chilometri a nord dell'isola di Kosrae nell'Oceano Pacifico occidentale. In seguito l'ombra lunare ha coperto parte delle isole della catena della barriera corallina a Ralik, attraversando gradualmente la Linea internazionale del cambio di data. Proseguendo a sud-est, il punto di massima eclissi venne raggiunto sulla superficie dell'oceano circa 790 chilometri a nord-est delle isole Marchesi. Dopodiché, l'ombra ha continuato a spazzare una lunga superficie oceanica a sud-est e alla fine ha superato una piccola sezione di terra nel nord del Cile al tramonto del 9 settembre e ha lasciato la terraferma.

## Osservazioni a fini scientifici
L'Osservatorio Astronomico Nazionale del Cile approntò una postazione osservativa a Tartal, nella regione di Antofagasta, in Cile. L'eclissi solare totale fu però ostacolata dalle nuvole e non fu possibile vederla.

## Eclissi correlate

### Eclissi solari 1902 - 1907
Questa eclissi è un membro di una serie semestrale. Un'eclissi in una serie semestrale di eclissi solari si ripete approssimativamente ogni 177 giorni e 4 ore (un semestre) in nodi alternati dell'orbita della Luna.

### Ciclo di Saros 133
L'evento fa parte del ciclo di Saros 133, che si ripete ogni 18 anni, 11 giorni, comprendente 72 eventi. La serie è iniziata con un'eclissi solare parziale il 13 luglio 1219. Contiene eclissi anulari dal 20 novembre 1435 al 13 gennaio 1526, con un'eclissi ibrida il 24 gennaio 1544. Comprende eclissi totali dal 3 febbraio 1562, fino al 21 giugno 2373. La serie termina al membro 72 con un'eclissi parziale il 5 settembre 2499. La durata più lunga della totalità è stata di 6 minuti, 49 secondi il 7 agosto 1850. Le eclissi totali di questa serie di Saros divengono sempre più brevi e compaiono più a sud con ogni iterazione. Tutte le eclissi di questa serie si verificano nel nodo ascendente della Luna.